# Nazario Pardini
Pour les articles homonymes, voir Pardini.
Nazario Pardini, né le  25 février 1937 à Arena Metato, hameau de San Giuliano Terme en province de Pise, est un essayiste, poète et critique littéraire italien,.

## Biographie
Né en 1937, Nazario Pardini est diplômé en littérature comparée et en philosophie de l'université de Pise et est également blogueur.
Pardini est respecté dans les cercles littéraires italiens tant pour sa production créative que pour ses contributions critiques à la poésie et à la littérature contemporaines.

## Publications
Nazario Pardini a publié de nombreux poèmes et ouvrages de critique littéraire. Parmi eux : 
- 2000 : Si aggirava nei boschi una fanciulla. 45 momenti di un viaggio fantastico, ma poco inverosimile, tra i predicatori dell'Occidente, éditions ETS
- 2002 : Le simulazioni dell'azzurro - Poesie 1997-2001, éditions ETS
- 2010 : Canti damore, Booksprint Edizioni
- 2011 : Riccardo, racconti brevi, Booksprint Edizioni
- 2013 : Dicotomie, éditions The Writer
- 2015 : I canti dell'assenza, éditions The Writer
- 2017 : Di mare e di vita, éditions Macabor[4]
- 2020 : Nel frattempo viviamo, Guido Miano Editore
- 2021 : I dintorni della solitudine, Guido Miano Editore

## Prix et récompenses
- Premio Micheloni, Sirio Guerrieri à La Spezia
- Premio CinqueTerre à Portovenere[5]
- Premio Portus Lunae à La Spezia
- Premio Città di Pontremoli à Pontremoli
- Premio Le Regioni à Pise
- Premio alla carriera poetica, 1° Premio Ponte Vecchio, à Florence, 2014/2015
- Apollinari Diplome, récompense de la Facoltà di Scienze della Comunicazione Sociale de l'Université pontificale salésienne[6]
- Premio Le Muse à Florence
- Premio Mario Tobino à Vezzano Ligure[7]

### Source
- (simple) Cet article est partiellement ou en totalité issu de l’article de Wikipédia en anglais simple intitulé « Nazario Pardini » (voir la liste des auteurs).